# Tombili
Tombili (data de naixement desconeguda, i mort l'1 d'agost de 2016 a Istanbul) fou un gat de carrer que guanyà reconeixement internacional a causa d'una fotografia en la qual es mostrava reclinat en el paviment. La ciutat d'Istanbul honorà Tombili després de la seva mort amb una estàtua al mateix lloc.

## Vida
Tombili (un sobrenom en turc per denominar els animals de companyia rebotits) era un gat de carrer que va viure a Ziverbey en el districte de Kadıköy d'Istanbul. El gat esdevingué popular pels residents del veinat a causa de la seva amabilitat i la seva manera de recolzar-se contra els graons del paviment. Arran d'una foto d'aquesta postura, el gat va esdevenir famós a tot el món en xarxes socials i esdevingué un fenomen d'internet. Al districte de Kadıköy va obtenir l'estat de culte. Però l'any 2016, Tombili va caure seriosament malalt i finalment va morir a inicis d'agost d'aquell any.

## Monument
Després de la seva mort, una petició honorífica a la seva memòria va rebre 17.000 signatures i el governador de Kadıköy Aykurt Nuhoğlu acordà oficialment commemorar la seva vida. Un escultor local, Seval Şahin, va fer una escultura que recreava la postura amb la qual havia obtingut la seva fama, escultura que va ser inaugurada pel Dia Mundial de la Natura el 4 d'octubre de 2016. Centenars de persones assistiren a l'acte per mostrar els seus respectes, i el tinent d'alcalde de Kadıköy Başar Necipoğlu va parlar a l'esdeveniment, el qual va ser emès per la televisió turca.

### Robatori i retorn
Un mes més tard, l'escultura va ser robada. Una foto compartida als mitjans de comunicació socials van mostrar que l'estàtua ja no apareixia a la seva localització, i que tan sols restava part del llautó de l'escultura i la placa. El municipi de Kadıköy anunciaria el 8 de novembre de 2016 que l'estàtua havia estat robada, fent una crida a recuperar-la tant a Turquia com a qualsevol altre lloc: "L'estàtua de Tombili ha estat robada per enemics del que és bonic, i els responsables tot el que saben és l'odi, les llàgrimes i la guerra", digué en declaracions el primer ministre turc Tuncay Özkan. Tanmateix, el 10 de novembre de 2016, l'estàtua va ser retornada de manera segura.